# 伊斯梅爾雷區
伊斯梅爾雷區（阿塞拜疆語：‎）是阿塞拜疆的一個區，位於該國東北部。面積2,074平方公里，1993年人口77,800人。首府伊斯梅爾雷。
1931年設區。